# Spitfire (musikalbum)
Spitfire är ett musikalbum av rockgruppen Jefferson Starship. Albumet släpptes i juni 1976 på skivbolaget RCA och spelades in i mars samma år. Spitfire följde upp det mycket framgångsrika albumet Red Octopus, och sålde bra, men inte lika bra som föregångaren (#3 på Billboards albumlista, Red Octopus nådde #1). "With Your Love" släpptes som singel från albumet och nådde #12 på Billboards singellista. Spitfire nådde även Storbritanniens albumlista, med en blygsam plats #30.

## Låtlista
1. "Cruisin' "
2. "Dance With the Dragon"
3. "Hot Water"
4. "St. Charles"
5. "Song to the Sun"
6. "With Your Love"
7. "Switchblade"
8. "Big City"
9. "Love Lovely Love"